# Plaza de toros de Calasparra
La Plaza de toros de "La Caverina", ubicada en el municipio de Calasparra y construida en 1896, es el espacio en el que se celebran los festejos taurinos del municipio, entre los que se encuentra la Feria Taurina del Arroz, una de las ferias de novilladas más importantes de España. Desde 2024 es propiedad del Ilmo. Ayuntamiento de Calasparra.

## Historia
En 1896, gracias a la afición taurina del jugador de billar Juan de Amorata, se construye el coso de "La Caverina", ubicado precisamente en el Barrio de la Caverina del municipio de Calasparra. Por entonces, la plaza de toros contaba con 4.227 localidades, a 40 centímetros por asiento, y unas instalaciones adaptadas a la época.
Desde su construcción, "La Caverina" ha pasado por distintos propietarios siendo los más recientes la familia Caballero, que junto al Ayuntamiento lanzó en la misma la Feria Taurina del Arroz. 
La plaza de toros estuvo en uso hasta el año 2019, año a partir del cual el nefasto estado de la infraestructura y el derrumbe de la enfermería provocaron que el Ayuntamiento no concediese la autorización para su apertura al público, ya que el coso no contaba con licencia de actividad.
En diciembre de 2023 la Alcaldesa de Calasparra, Teresa García, anunció el acuerdo de compra al que había llegado con la familia propietaria para, tras la rehabilitación correspondiente, devolver los festejos taurinos de la localidad a la plaza. 
En la actualidad, el Ayuntamiento de Calasparra sigue trabajando en la rehabilitación de la Plaza de Toros.

## Momentos destacados
Fue en Calasparra donde se celebró la primera Corrida de Toros del día de la Región de Murcia, el 9 de junio de 1989, en la que alternaron los matadores murcianos Pepín Jiménez, Manuel Cascales y Antonio Mondéjar. 

## Reses indultadas
A lo largo de la historia de "La Caverina" y desde que el reglamento lo permite, han sido dos las reses indultadas:
- Bullicioso (4 de septiembre de 1999) utrero de la ganadería Fuente Ymbro, lidiado por Juan Bautista.
- Plebeyo (30 de julio de 2016) toro de la ganadería Victorino Martín, lidiado por Curro Díaz.